# Киликийская резня
Киликийская резня (погромы в Адане, арм. Ադանայի կոտորած, Adanayi kotorats) — массовые убийства этнических армян в османских вилайетах Адана и Алеппо, произошедшие в апреле 1909 года.
Резня армянского населения в городе Адана, спровоцированная попыткой мятежа в Стамбуле против младотурок и конституционных реформ, в дальнейшем переросла в армянские погромы на территории всего вилайета. По существующим оценкам, жертвами резни стало от 20 до 30 тысяч армян. Сообщалось также, что в результате резни погибло и около 1300 ассирийцев.
Предпосылками к кровавой резне стали глубокие политические, экономические и религиозные различия между армянами-христианами и мусульманским большинством страны. Армянская община открыто приветствовала и поддержала младотурецкую революцию и конституционные реформы. Злоба и ненависть погромщиков усиливалась завистью к богатству армянской общины Аданы и предположениями о её сепаратистских намерениях в противовес зарождающемуся турецкому национализму.

## Адана в начале XX века
К началу XX века население провинции Адана, занимавшей часть историко-географической области Киликия, составляло 490 тыс. человек, в том числе 205 тыс. (41,8 %) армян, 78 тыс. (15,9 %) турок, 58 тыс. (11,8 %) курдов, 40 тыс. (8,2 %) греков и 109 тыс. (22,2 %) представителей других народов (арабы, ассирийцы, итальянцы, французы, евреи, персы и др.).

## Младотурецкая революция
Буржуазно-либеральные конституционные идеи, получившие распространение в Османской империи уже в 1860-е годы, при султане Абдул-Хамиде (1876—1909) воплотились в движение младотурок. В 1894 году появилась первая листовка от имени подпольного общества «Единение и прогресс» (Иттихад, тур. İttihat ve Terakki), которая призывала всех без различия вероисповедания подняться на борьбу против режима «кровавого» султана, деспотизма и тирании. На II конгрессе младотурок (Париж, 1907) с участием армянских национальных партий («Дашнакцутюн» и «Гнчак») и лидеров македонского освободительного движения была принята «Декларация» о восстановлении конституции и созыве парламента. Она призывала ко всеобщему восстанию всех народов империи ради свержения режима Абдул-Хамида.
3 июля 1908 года началось восстание в Охриде (Македония), в котором участвовали не только турецкие офицеры и солдаты, но и албанские и македонские отряды. К повстанцам начали присоединяться армейские части. Заняв во главе с Энвер-беем Монастырский и Салоникский вилайеты, восставшие объявили о восстановлении конституции 1876 года. Когда волнения перекинулись на Анатолию, охватив Стамбул, Абдул-Хамид был вынужден пойти на уступки и 24 июля опубликовал указ о восстановлении конституции.
Победа младотурок воодушевила мусульманское и армянское население империи. Однако при преобразовании движения «Единение и прогресс» в политическую партию (октябрь 1908 года) оказалось, что болезненный для империи национальный вопрос в программе новой партии рассматривается в духе идеологии паносманизма, согласно которой все подданные султана, независимо от вероисповедания, — «османы».
Тем временем возникшая в стране революционная ситуация позволила Австро-Венгрии аннексировать Боснию и Герцеговину, а Болгарии вместе с Восточной Румелией — провозгласить независимость. Это привело к нарастанию антимладотурецких настроений в стране; лидеров партии «Единение и прогресс» начали обвинять в военно-политических поражениях государства.

## Нарастание напряжённости
Вопреки ожиданиям армянского населения, рассчитывавшего на установление реального равноправия, младотурецкий переворот не внёс существенных изменений в положение проживавших в Турции армян. Младотурки фактически признали захваты земель армянского населения, осуществлявшиеся при Абдул-Хамиде, они также поощряли переселение мухаджиров (с Балкан) на эти территории. Незаконные захваты домов и имущества армян в Киликии сопровождались то единичными убийствами, то вырезанием целых деревень. В то же время, благодаря младотурецкой революции, христиане Османской империи, испытавшие жестокие притеснения при султане Абдул-Хамиде, получили право носить оружие для самозащиты и создавать политические организации.
Сторонникам прежнего режима, однако, с самого начала было понятно, что послабления в пользу христианского меньшинства делаются за их счёт. Русский генеральный консул в Эрзеруме доносил российскому послу в январе 1909 года: «Увлечение армян провозглашёнными свободами всё более и более возбуждает против них ненависть мусульман. Даже среди наиболее прогрессивных младотурок, которые ещё так недавно открыто провозглашали свою признательность армянам за инициаторство в освободительном движении в Турции, недоверие к ним растёт не по дням, а по часам…». Как отмечал в своём докладе (август 1909) английский вице-консул в Адане майор Чарльз Доути-Уайли (Charles Doughty-Wylie), среди местного турецкого населения зрело отчётливое недовольство по поводу открытых и явно провокационных призывов некоторых армянских лидеров, приезжающих в Адану из Константинополя, и местных священников армянской церкви покупать оружие и готовиться к мести мусульманам за христианские жертвы Хамидийской резни 1894—1896 годов. Как отмечается, предоставленное христианам разрешение на ношение оружия привело к активному вооружению армянского населения. При этом в 1894—1896 годах Хамидийская резня обошла Киликию стороной.
Исследователи указывают также на растущее негодование местных мусульман по поводу увеличившейся иммиграции армян на территорию провинции Адана и использования армянами-землевладельцами новой техники, которая, как опасались, могла разорить многих турецких мелких крестьян и ремесленников. Распускались слухи о том, что армяне хотят провозгласить самостоятельное Киликийское армянское царство и короновать одного известного армянского землевладельца.

## Контрреволюционный мятеж

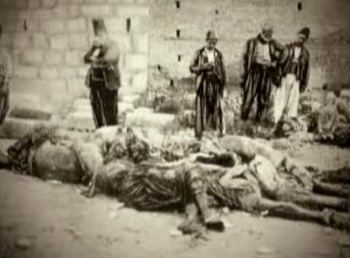
Адана, 1909 год

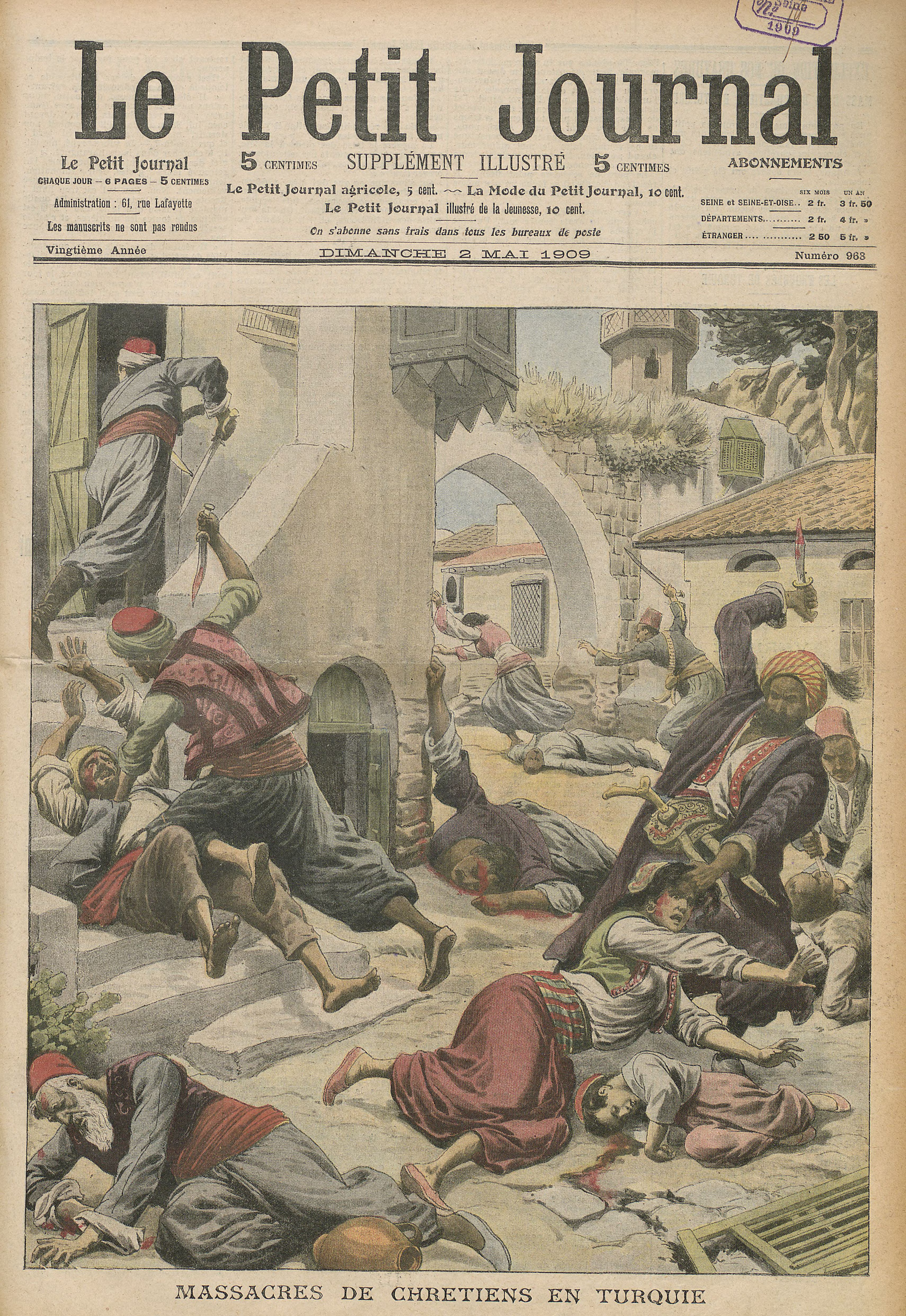
Обложка номера французского журнала «Le Petit Journal» от 2 мая 1909 года

Обложка номера французского журнала «Le Petit Journal» 2 мая 1909 года с зарисовкой резни армян в Адане
В ночь на 31 марта (13 апреля) 1909 года солдаты столичного гарнизона подняли контрреволюционный мятеж, получивший поддержку Абдул-Хамида. Повстанцы заняли здания парламента и правительства, но лидеры младотурок успели спастись в Салониках. Здесь они мобилизовали 100-тысячную «Армию действия», к которой присоединились также отряды албанцев и македонских болгар. 16 апреля «Армия действия» выступила в поход на Стамбул, и 22 апреля столица была окружена. 26 апреля младотурки взяли Стамбул и подавили мятеж. 27 апреля парламент принял фетву о низложении Абдул-Хамида.
31 марта (13 апреля), с получением в Адане известий о столичном мятеже, здесь начались межэтнические столкновения, которые на следующий день переросли в погромы и поджоги армянских кварталов и соседних деревень. Имеются утверждения о том, что погромы носили организованный характер: решение об уничтожении армянского населения принималось местными властями, погромам предшествовала раздача мусульманскому населению оружия и боеприпасов.
К 5 (18) апреля, по сообщению «The New York Times», в Адане погибло не менее тысячи человек, город был практически уничтожен огнём. Более тысячи человек было убито в соседних Тарсусе и Александретте (Искендеруне). В Тарсусе от трёх до четырёх тысяч армян нашли убежище в американской дипломатической миссии. В армянских кварталах города сожжено до 500 домов, убито пятьдесят человек. В связи с происходящими событиями в Александретту и Мерсин направились американский, британский, французский, итальянский крейсера. В Мерсине иностранцы и многие местные христиане укрылись в консульствах европейских государств. К 7 (20) апреля, по сообщению этой же газеты со ссылкой на консульские источники, число жертв на территории вилайета Адана превысило 5 тысяч, из которых 2 тысячи погибли в самой Адане. Поступали сообщения о новых нападениях в Мараше (вилайет Алеппо) и начавшейся осаде мусульманскими племенами города Хаджин (вилайет Адана).
Российский посол в Константинополе докладывал в МИД: «Примеру аданских мусульман последовали мусульмане в Тарсусе, где с 3 (16) сего месяца начались пожары, грабежи и убийства. За сим беспорядки распространились и на соседние местности, а именно на Александретту, в окрестностях коей выжжено несколько селений. В Кырк Хане перерезано было 50 семейств армян, а в Паясе выпущены были на свободу содержавшиеся в местной тюрьме 500 арестантов, которые не замедлили принять участие в неистовствах. Наконец, как сообщил мне наш консул в Алеппо телеграммами от 6 (19) и 7 (20) сего месяца, антихристианское движение проявилось и в Зейтуне, Мараше, Антиохии и Биреджике… С прибытием в турецкие порты английских, французских и итальянских военных судов спокойствие в них восстановилось, но беспорядки в расстоянии от берегов, по-видимому, ещё не вполне прекратились».

Армянские кварталы Аданы, сожжённые во время резни.

После десятидневного перерыва начались новые столкновения. Прибывшие в город армейские подразделения вместе с погромщиками напали на армянскую часть города, которая была полностью сожжена.
Погромы прошли по всей Киликии, доходя до Мараша и Кессаба. Нападениям подверглись даже обычно державшиеся в стороне от националистических движений армянские католики и протестанты.
Расследование событий было поручено парламентской комиссии, член которой Акоп Бабигян сообщил, что всего было убито 21 000 человек, включая 19 479 армян, 850 ассирийцев, 422 халдея и 250 греков. В качестве наказания было повешено несколько мусульман и армян, однако настоящие виновники событий, губернатор области, армейский командир и местные чиновники не были наказаны, а пострадавшим армянам не была возвращена их собственность. Местные лидеры Иттихад участвовали в резне армян, однако о руководстве ими из Стамбула или о степени участия центрального правительства в этой резне нет точных сведений.

## Последствия резни

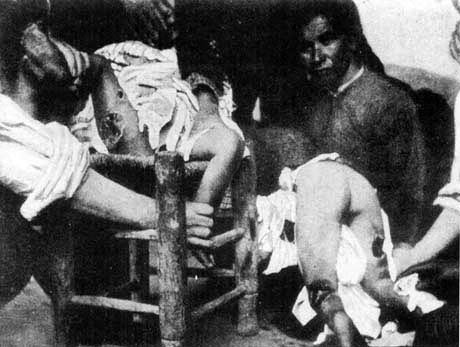
Исколоченные и убитые армянские дети

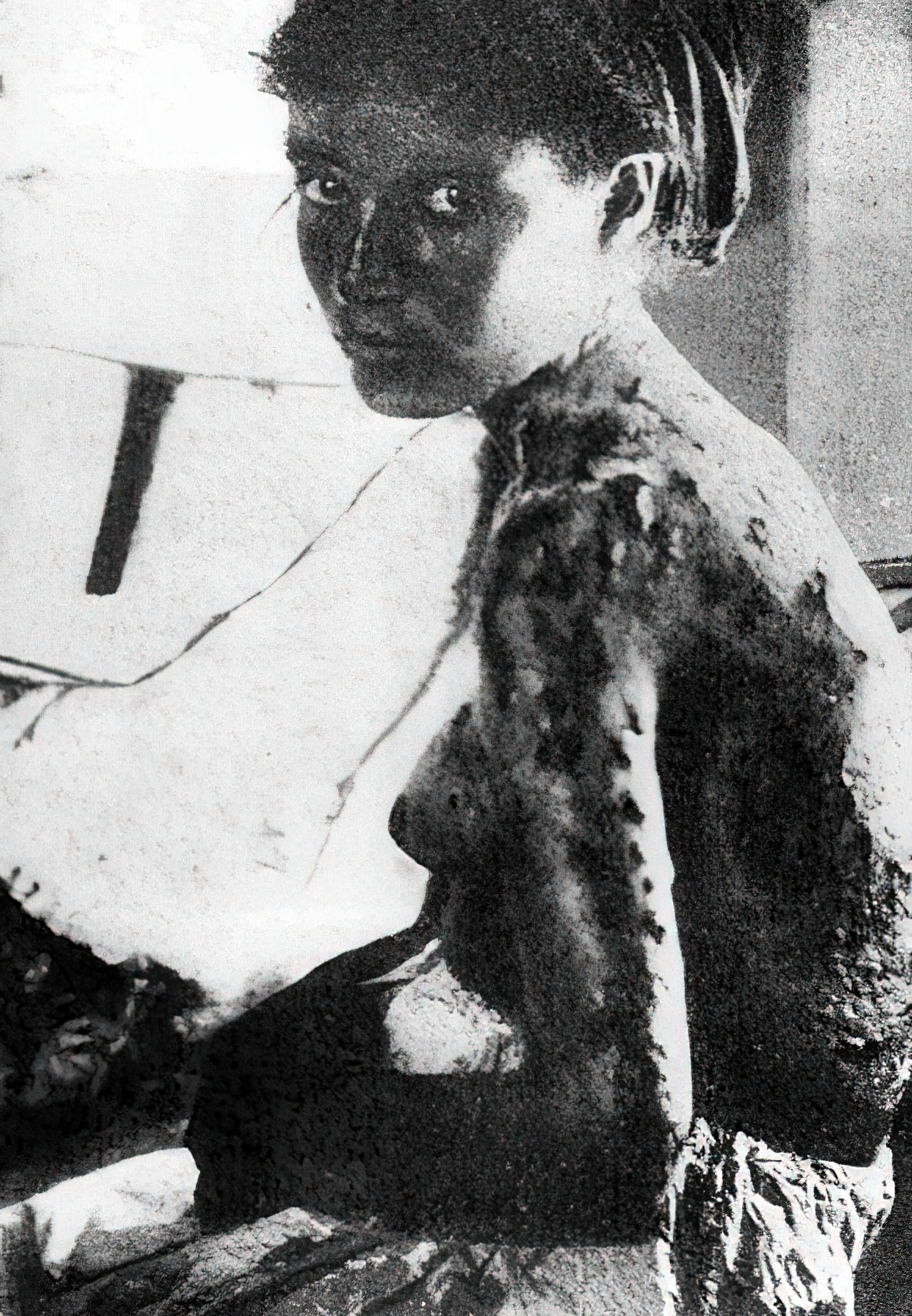
Изувеченная армянка, выжившая в резне

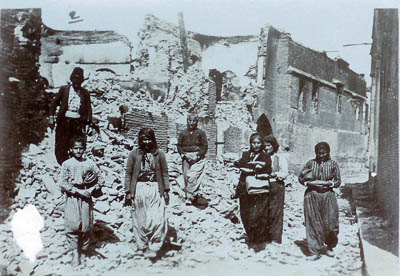
Выжившие армяне на руинах своих домов

После подавления стамбульского мятежа младотурки начали кампанию насильственного отуречивания населения и запретили организации, связанные с нетурецкими этническими целями. Политика отуречивания была утверждена на конгрессах Иттихад 1910 и 1911 годов. Это послужило последней каплей для Дашнакцутюн, которая, не сумев нейтрализовать шовинистическую фракцию Иттихад, вышла из союза с этой партией в мае 1912 года.
Балканские войны 1912—1913 годов, потеря 150 тысяч квадратных километров европейской территории и четырёх миллионов жителей империи, этнические чистки, основными жертвами которых были мусульмане, приток большого числа беженцев, означали конец любого плюрализма в Иттихад. 400 000 мухаджиров было размещено в Анатолии, что привело к значительному преобладанию мусульман в империи, хотя в середине XIX века немусульмане составляли около 56 % её населения. Трагедия перемещённого мусульманского населения и безразличие окружающего мира к их проблемам фактически представляли модель решения национального вопроса, хотя прямой связи между мухаджирством и последующим геноцидом армян нет. Тем не менее эти события подсказали Иттихад способы решения демографических проблем в условиях войны, так в 1913-14 годах из островов Эгейского моря и западного побережья Анатолии в Грецию было выселено 130 000 этнических греков. В согласии с принятой концепцией «Национальная экономика» (тур. Millî İktisat) во время переговоров с Грецией по Эгейским островам в Турции был организован бойкот греческих магазинов, без какой-либо мотивации распространенный на армян и других немусульман, аналогичный бойкот произошел во время балканской войны 1913—1914 годов. Перестав сотрудничать с Иттихад, армянские политические партии снова получили возможность обращаться за поддержкой к европейским державам.
К 1914 году Россия добилась от турецких властей серьёзных уступок в отношении Западной Армении. После многолетних переговоров Россия совместно с другими европейскими державами заключила Соглашение о проведении реформ в армянских вилайетах (Речь идёт о Соглашении о проведении реформ в Армении, заключённом К. Н. Гулькевичем и Саид-Халимом 26 января 1914 года), так как все предыдущие договорённости по проведению «армянских реформ» — в частности, ст. 61 Берлинского конгресса и изданный в октябре 1895 года Абдул-Хамидом II Декрет о реформах в Армении — оставались только на бумаге и ещё больше усугубляли отношение турецкого государства к армянам. Для армян это было возможностью обеспечить гарантии безопасности в условиях усиливающейся дискриминации, включая новые грабежи мухаджиров. Для некоторых радикалов из Иттихад это решение стало последней каплей, армянам начали угрожать репрессиями, которые должны были затмить резню 1894—1896 годов.
Важным фактором киликийской резни было то, что она произошла в конституционном обществе, и фактически показала высокий уровень антиармянских настроений мусульманских масс. Тем не менее она не привела к разрыву между Иттихад и Дашнакцутюн, который произошёл только через несколько лет.